# Serrouville
Serrouville é uma comuna francesa na região administrativa de Grande Leste, no departamento de Meurthe-et-Moselle. Estende-se por uma área de 15,57 km². Em 2010 a comuna tinha 690 habitantes (densidade: 44,3 hab./km²). Tem uma densidade de 33 hab/km².